# Colibrí noble de celles porpra
El colibrí noble de cella porpra (Oreonympha nobilis albolimbata) és una espècie d'ocell de la família dels troquílids (Trochilidae) considerat per diversos autors una subespècie d'Oreonympha nobilis. Habita les vessants andines del sud del Perú central.